# Manuel Álvarez Zalba
Manuel Álvarez Zalba (El Pardo, 5 de diciembre de 1919-Madrid, 11 de junio de 2001) fue un militar español, Capitán general de la V Región Militar.
Ingresó en el ejército el 17 de julio de 1936 y luchó en la guerra civil española con los insurrectos con el grado de alférez. Ascendido a teniente en 1942, estuvo destinado a la Casa Militar del Jefe de Estado. Durante de década de 1960 estuvo vinculado a la Academia de Infantería de Toledo y en 1975 era jefe de la Secretaría Militar y Técnica del Ministerio del Ejército. En 1977 fue destituido a causa de una carta que escribió en el diario El Alcázar donde atacaba al presidente Adolfo Suárez por haber legalizado el Partido Comunista de España.
Sin embargo, en 1978 fue nombrado jefe del Mando Superior de Apoyo Logístico del Ejército. En diciembre de 1983 ascendió a teniente general y nombrado capitán general de la V Región Militar. En octubre de 1984, cuando le faltaban pocos días para pasar a la situación B, hizo unas declaraciones afirmando que la reforma que estaba haciendo el nuevo gobierno de Felipe González de las Fuerzas Armadas Españolas las dejaba sin posibilidad de defender Ceuta y Melilla de un supuesto ataque de Marruecos. Esto provocó que el ministro de defensa Narcís Serra lo destituyera de manera fulminante.